# American Society of Civil Engineers

American Society of Civil Engineers logotyp.

American Society of Civil Engineers (ASCE) är en organisation som grundades 1852 för att representera väg- och vattenbyggnadsingenjörer (på engelska civil engineer, ej att sammanblanda med den svenska titeln civilingenjör) i hela världen. Det är den äldsta nationella ingenjörsföreningen i USA. ASCE har sitt internationella högkvarter i Reston i delstaten Virginia i USA.
ASCE arbetar bland annat med att ge utmärkelser av olika slag till framstående ingenjörsbedrifter. Såväl nationellt i USA som internationellt utser de till exempel olika Historic Civil Engineering Landmarks ("historiska väg- och vattenbyggnadslandmärken"). ASCE:s medlemmar fick 1999 hjälpa till att sammanställa en lista på de tio väg- och vattenbyggnadsprojekt som hade haft störst positiv inverkan under 1900-talet, något som kallades Monuments of the Millennium ("Årtusendets monument").

## Världens moderna sju underverk
ASCE har också satt samman en lista på sju byggnadsverk som de anser vara moderna motsvarigheter till 
Världens sju underverk. Listan presenterades 1994 och ser ut som följer.
| Underverk             | Byggstart       | Färdigställt   | Plats                                                |
| --------------------- | --------------- | -------------- | ---------------------------------------------------- |
| Kanaltunneln          | 1 december 1987 | 6 maj 1994     | Doverkanalen mellan England och Frankrike            |
| CN Tower              | 6 februari 1973 | 26 juni 1976   | Toronto, Ontario, Kanada                             |
| Empire State Building | 22 januari 1930 | 1 maj 1931     | New York, New York, USA                              |
| Golden Gate-bron      | 5 januari 1933  | 27 maj 1937    | Golden Gate, norr om San Francisco, Kalifornien, USA |
| Itaipu-dammen         | Januari 1970    | 5 maj 1984     | Floden Paraná, mellan Brasilien och Paraguay         |
| Deltaprojektet        | 1953            | 10 maj 1997    | Nederländerna                                        |
| Panamakanalen         | 1 januari 1880  | 7 januari 1914 | Panamanäset, Panama                                  |

## Publikationer
ASCE stödjer utgivandet av ett stort antal branschrelaterade professionella skrifter i USA.
ASCE ger bland annat ut följande tidskrifter:
- Journal of Environmental Engineering
- Journal of Hydrologic Engineering
- Journal of Water Resources Planning and Management